# Ischyronota
Ischyronota là một chi bọ cánh cứng trong họ Chrysomelidae.
Chi này được miêu tả khoa học năm 1891 bởi Weise.

## Các loài
Các loài trong chi này gồm:
- Ischyronota desertorum (Gebler, 1833)
- Ischyronota spaethi Reitter, 1901